# Efferia nigerina
Efferia nigerina este o specie de muște din genul Efferia, familia Asilidae. A fost descrisă pentru prima dată de Christian Rudolph Wilhelm Wiedemann în anul 1821. Conform Catalogue of Life specia Efferia nigerina nu are subspecii cunoscute.